# Мјехолупи (Плзењ-југ)
Мјехолупи (чеш. Měcholupy) је насељено мјесто са административним статусом сеоске општине (чеш. obec) у округу Плзењ-југ, у Плзењском крају, Чешка Република.

## Становништво
Према подацима о броју становника из 2014. године насеље је имало 235 становника.